# Athenaeum Illustre (Deventer)
Het Athenaeum Illustre te Deventer, een zogenoemde illustere school, was een instelling voor hoger onderwijs die van 1630 tot 1878 bestaan heeft. Na de oprichting in Deventer van een gymnasium en een hogereburgerschool werd de school, die lange tijd van beperkte betekenis was geweest, opgeheven.

## Geschiedenis
In 1579 en 1580 had de stedelijke overheid geprobeerd een 'collegium' met de naam Transisulanorum op te richten. Hoewel de goedkeuring daarvoor verleend was, is dit plan niet uitgevoerd, vermoedelijk door stevige tegenwerking van de stad Zwolle. Deze tegenvaller was waarschijnlijk de aanleiding voor Anna van Twickelo en haar zoon Balthasar Boedeker om in 1584 middels een testament vrijwel hun volledige vermogen aan de Stad Deventer over te dragen met het doel daarvan een universiteit op te richten.

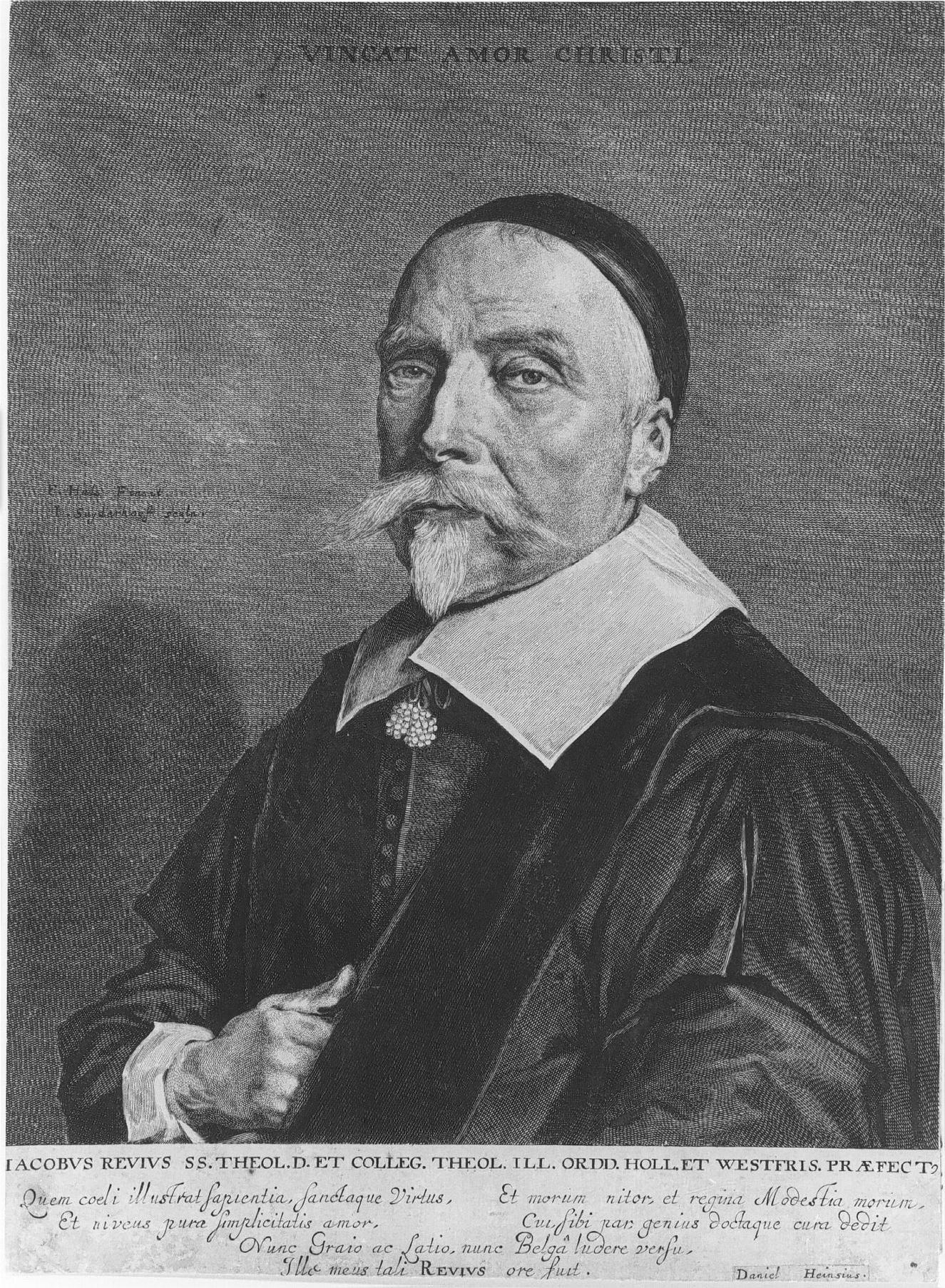
Jacobus Revius, initiatiefnemer oprichting illustere school te Deventer

In 1630 werd het Athenaeum onder aanvoering van Jacobus Revius opgericht. Het Athenaeum was geen universiteit, maar wel een school voor hoger onderwijs. Het bood een vervolgopleiding in de eigen stad voor leerlingen van de Latijnse School, een instituut dat in de voorbije eeuwen grote vermaardheid had gekend. De opleiding kon dienen tot voltooiing van de scholing die jongens daar waren begonnen, maar ook als eerste fase van een universitaire opleiding. 
De Deventer magistraat was het 'bevoegd gezag' en de kerkenraad de invloedrijke  toezichthouder. Vanaf de stichting volgde de instelling een uitgesproken calvinistisch beleid en dat zou meer dan honderd jaar zo blijven. De docenten kwamen in het begin vooral uit de Duitse landen waar veel onderwijsinstellingen waren gesloten vanwege de Dertigjarige Oorlog. Ze kregen de titel van hoogleraar, maar in tegenstelling tot de universiteiten van bijvoorbeeld Franeker en Harderwijk had de school geen promotierecht. Het Athenaeum was daardoor een echte stadshogeschool met een regionale uitstraling. Nogal wat studenten kwamen uit Zutphen, tot deze stad een eigen hogeschool opzette. Veel studenten studeerden door aan de universiteiten in Leiden en Utrecht. Aan het eind van de 18e en het begin van de 19e eeuw was het succes van de school afgenomen, en hernieuwingsplannen en het nieuwe gebouw aan de Grote Poot in 1836 brachten daarin weinig verandering. In de 19e eeuw werd de school veelal door circa 30 studenten bezocht, met enkele uitschieters naar boven. De gemeenteraad besloot in het studiejaar 1863-1864, toen er 31 studenten waren ingeschreven, de Illustere School op te heffen vanwege de oprichting van de Hogereburgerschool, maar kwam datzelfde jaar terug op dat besluit. Het Athenaeum bleek echter inderdaad geen bestaansrecht meer te hebben naast deze nieuwe schoolvorm. In 1871 schreef zich nog één student in die zijn opleiding afmaakte. Op grond van de Wet op het Hoger Onderwijs (1876) sloot de school in 1878 definitief haar deuren.
De aan het Athenaeum in beheer gegeven stadsbibliotheek van Deventer bestaat nog als Stadsarchief en Athenaeumbibliotheek. Het was van 1995 tot 2015 ook de bibliotheekorganisatie van hogerberoepsonderwijsinstelling Saxion.

## Gebouwen
De school was eerst gehuisvest in het voormalige Lamme van Dieseklooster. In 1836 werd op de locatie van het eeuwenoude wijnhuis De Steerne een nieuw schoolgebouw gebouwd naar ontwerp van stadsarchitect Bernardus van Zalingen. Dit neoclassicistische gebouw kwam na opheffing van de school in 1873 in eigendom van Sociëteit De Hereeniging.

## Bekende hoogleraren
- Hendricus Reneri, natuurkunde, wiskunde en metafysica, 1631 tot 1634
- Martinus Schoock, welsprekendheid en geschiedenis, 1638-1640
- Johann Friedrich Gronovius, welsprekendheid en geschiedenis, 1642-1658
- Johannes Georgius Graevius, welsprekendheid, 1658-1661
- Gisbert Cuper, welsprekendheid en geschiedenis, 1668-1681
- Simon Tyssot de Patot, wiskunde, 1690-1726
- Jacobus de Rhoer, geschiedenis, welsprekendheid en Grieks, 1745-1767
- Everwinus Wassenbergh, klassieke talen, 1768-1771
- Willem Jonckbloet, Nederlands en geschiedenis, 1847-1854[2]
- Volkert Simon Maarten van der Willigen, wis- en natuurkunde en wijsbegeerte, 1848-1864
- Johannes van Vloten, Nederlandse taal- en letterkunde, 1854-1867

## Bekende alumni
- Johannes Georgius Graevius (1632–1703)
- Samuel Pitiscus (1637-1727)
- Willem ten Rhijne (1649-1700)
- Jacob Perizonius (1651-1715)
- Gerhard Dumbar (1680-1744)
- Leonardus Offerhaus (1699-1779)
- Gerrit David Jordens (1734-1803)
- Dionysius Godefridus van der Keessel (1738-1816)
- Meinard Tydeman (1741-1825)
- Frederik Gijsbert van Dedem (1743-1820)
- Gerhard Dumbar (1743-1802)
- Rhijnvis Feith (1753-1824)
- Herman Bosscha (1755-1819)
- Augustijn Gerhard Besier (1756-1829)
- Rutger Jan Schimmelpenninck (1761-1825)
- Herman Willem Daendels (1762-1818)
- Johannes ter Pelkwijk (1769-1834)
- Hendrik Abraham IJssel de Schepper (1775-1836)
- Hendrik Willem Tydeman (1778-1863)
- Willem Herman Cost Jordens (1799-1875)
- George Isaäc Bruce (1803-1850)
- Johannes Theunis Roessingh Udink (1805-1858)
- Hendrik van Loghem (1808-1881)
- Gerhard Antony IJssel de Schepper (1810-1868)
- Henri Wttewaall van Stoetwegen (1812-1866)
- Gerard Dumbar (1815-1878)
- Albertus van Delden (1828-1898)